# Sicherheitsdienst
Sicherheitsdienst des Reichsführers (= rigsførerens sikkerhedstjeneste) - normalt forkortet til SD - var Nazitysklands vigtigste efterretningstjeneste for SS og NSDAP. Den betragtes ofte som en søsterorganisation til Gestapo og fungerede i tiden 1933-39 som en uafhængig SS-organisation, hvorefter den blev overført til Reichssicherheitshauptamt.
Sicherheitsdienst fungerede parallelt med den anden tyske efterretningstjeneste Abwehr, indtil Abwehr blev opløst i 1944.
Oprindeligt var SD udtænkt som naziledelsens indenlandske spionagebureau, men snart blev SD i stedet en vigtig aktør i deportationerne og masseudryddelserne af Europas jøder.
En af SDs opgaver var at finde ud af, hvem der stemte "nej" ved Hitlers folkeafstemninger. Under Nürnbergprocessen blev der fremlagt en rapport fra SD i Cochem efter valget 10. april 1938. Medlemmer af valgkomitéen havde mærket stemmesedlene med nummer, skrevet med skummetmælk. Man skrev liste over rækkefølgen på dem, der stemte; og da stemmesedlerne blev udleveret i nummerorden, var det nemt at undersøge, hvem der havde stemt hvad.